# Miljan Mrdaković
Miljan Mrdaković (Niš, Serbia, 6 de mayo de 1982- Zvezdara, 22 de mayo de 2020) fue un futbolista serbio. Jugó de delantero en el Jiangsu Sainty de la Super Liga China. 

## Selección nacional
Fue internacional con la Selección de fútbol de Serbia Sub-21.

## Clubes
| Club                  | País     | Año         |
| --------------------- | -------- | ----------- |
| RSC Anderlecht        | Bélgica  | 1998-2002   |
| OFK Belgrado          | Serbia   | 2002-2003   |
| KAA Gent              | Bélgica  | 2003-2004   |
| Red Bull Salzburgo    | Austria  | 2004-2005   |
| Metalist Járkov       | Ucrania  | 2005-2006   |
| Maccabi Tel Aviv FC   | Israel   | 2006-2007   |
| Vitória Guimarães     | Portugal | 2007-2008   |
| Shandong Luneng       | China    | 2008-2009   |
| Apollon Limassol      | Chipre   | 2009-2010   |
| Ethnikos Achnas       | Chipre   | 2010        |
| Apollon Limassol      | Chipre   | 2010 - 2011 |
| AEK Larnaca           | Chipre   | 2012        |
| Jiangsu Sainty        | China    | 2012        |
| Enosis Neon Paralimni | Chipre   | 2012-2013   |
| Veria FC              | Grecia   | 2013        |
| Tampines Rovers FC    | Singapur | 2014-       |

## Fallecimiento
Se suicidó mediante un disparo el 22 de mayo de 2020 en su domicilio. Tenía treinta y ocho años.